# Świętosława
Świętosława, Święcsława, Święsława – staropolskie imię żeńskie. Złożone jest z członu Święto- („święty”, „silny, mocny”) i -sława („sława”). Może oznaczać: „ta, której sława jest mocna”.
Imię popularne w Średniowieczu. Męskie odpowiedniki: Świętosław, Święcesław, Święcsław, Święsław.
Świętosława imieniny obchodzi 3 maja.

## Imię Świętosława w innych językach[3]
- angielski – Sigrid
- czeski – Svatoslava
- słowacki – Svetoslava, Svetislava.

## Osoby o imieniu Świętosława
- Świętosława Duńska – królewna duńska
- Świętosława Swatawa – córka Kazimierza I Odnowiciela[1], siostra Bolesława Szczodrego (Śmiałego), żona Wratysława II, króla Czech
- Świętosława Sygryda (zwana również Storradą) – córka Mieszka I, siostra Bolesława Chrobrego[1], królowa Szwecji i Danii.